# Paepalanthus gleasonii
Paepalanthus gleasonii är en gräsväxtart som beskrevs av Harold Norman Moldenke. Paepalanthus gleasonii ingår i släktet Paepalanthus och familjen Eriocaulaceae. Inga underarter finns listade i Catalogue of Life.